# 누보톤
누보톤(Nuvoton Technology Corporation, 중국어: 新唐科技股份有限公司)은 2008년에 설립된 중화민국의 반도체 회사이다. Winbond Electronics Corp.의 100% 투자자회사로 Winbond에서 분리되어 2008년 7월 영업을 개시하고 2010년 9월 주식을 상장했다(TWSE: 4919).

## 개요
누보톤의 주요 제품 라인은 마이크로컨트롤러 애플리케이션IC, 오디오 애플리케이션IC, 클라우드 및 컴퓨팅IC 및 파운드리 서비스이다. 이 회사의 ARM Cortex-M0 마이크로컨트롤러 IC 제품군은 그 밀도와 기능면에서 잘 알려져 있다. 이 회사의 클라우드 및 컴퓨팅 제품 라인에서는 PC 메인보드, 노트북 컴퓨터 및 서버용 핵심 칩을 설계하고 제조하여, 일체형 Super I/O 솔루션, 하드웨어 모니터링 IC, 전원관리 IC, TPM보안IC, 노트북 키보드 컨트롤러, 모바일 플랫폼 임베디드 컨트롤(EC) 등을 공급한다.
누보톤은 6인치 웨이퍼 팹을 운영하는데, 이를 통해 회사 자체 브랜드 IC 제품은 물론 선별된 제조 파트너에게 파운드리 서비스를 제공한다.

## 같이 보기
- ARM 아키텍처